# Quận Dauphin, Pennsylvania
Quận Dauphin là một quận trong tiểu bang Pennsylvania, Hoa Kỳ. Quận lỵ đóng ở Harrisburg6. Theo điều tra dân số năm 2000 của Cục điều tra dân số Hoa Kỳ, quận có dân số 251.798 người.2

## Địa lý
Theo Cục điều tra dân số Hoa Kỳ, quận có diện tích kilômét vuông, trong đó có km2 là diện tích mặt nước.

### Các quận giáp ranh
- Quận Northumberland (bắc)
- Quận Schuylkill (đông bắc)
- Quận Lebanon (đông)
- Quận Lancaster (nam)
- Quận York (tây nam)
- Quận Cumberland (tây)
- Quận Perry (tây)

### Các xa lộ chính
| - Interstate 76 (Pennsylvania Turnpike) - Interstate 81 - Interstate 83 - Interstate 283/Pennsylvania Route 283 - U.S. Route 11 - U.S. Route 15 | - U.S. Route 22 - U.S. Route 209 - U.S. Route 322 - U.S. Route 422 - Pennsylvania Route 39 - Pennsylvania Route 147 - Pennsylvania Route 230 - Pennsylvania Route 743 |